# Новознаменка (Кулундинський район)
Новозна́менка (рос. Новознаменка) — село у складі Кулундинського району Алтайського краю, Росія. Входить до складу Октябрської сільської ради.

## Населення
Населення — 62 особи (2010; 90 у 2002).
Національний склад (станом на 2002 рік):
- росіяни — 67 %